# Перко, Рок
Рок Перко (словен. Rok Perko, род. 10 июня 1985 года, Крань) — словенский горнолыжник, участник Олимпийских игр в Ванкувере. Специализируется в скоростных дисциплинах. 
В Кубке мира Перко дебютировал в 2004 году, в феврале 2006 года первый раз попал в тридцатку лучших на этапе Кубка мира, в комбинации. В декабре 2012 года впервые в карьере попал в тройку призёров на этапе Кубка мира, став вторым в скоростном спуске в итальянской Валь Гардене. Лучшим достижением в общем зачёте Кубка мира является для Перко 88-е место в сезоне 2009/10.
На Олимпиаде-2010 в Ванкувере занял 14-е место в скоростном спуске.
За свою карьеру участвовал в трёх чемпионатах мира, лучший результат 19-е место в скоростном спуске на чемпионате мира 2011 года.
Использует лыжи производства фирмы Stoeckli.